# Juraj Dobrila
Juraj Dobrila, född 16 mars 1812 i Veli Ježenj, död 13 januari 1882 i Trieste, var en kroatisk biskop, förläggare och välgörare från Istrien i Kroatien.
Dobrila var biskop för stiftet Poreč-Pula från 1857 till 1875 då han utnämndes till biskop för Trieste-Koper där han var verksam fram till sin död 1882. Dobrila är främst känd för att nitiskt ha arbetat med att hävda kroaters och sloveners rättigheter i 1800-talets Istrien där dessa folkgrupper var i majoritet men styrdes politiskt och kulturellt av den italienska minoriteten från kuststäderna. Dobrila hade studerat och var god vän med Josip Juraj Strossmayer som även han kämpade för kroaternas rättigheter inom Österrike-Ungern.

## Kulturarv
Idag återfinns Dobrilas porträtt på den kroatiska 10-kunasedeln och Juraj Dobrila-universitetet i Pula är uppkallat efter honom.